# Jaime de Guzmán-Dávalos y Spínola
Jaime Miguel de Guzmán-Dávalos y Spínola marchese di La Mina, conte di Pezuela de las Torres (Siviglia, 1690 – Barcellona, 16 gennaio 1767) è stato un generale e politico spagnolo, che fu Capitano generale di Catalogna tra il 1742 e il 1746 e tra il 1746 e il 1767. Insignito del titolo di Cavaliere dell'Ordine del Toson d'oro e dell'Ordine dello Spirito Santo.

## Biografia

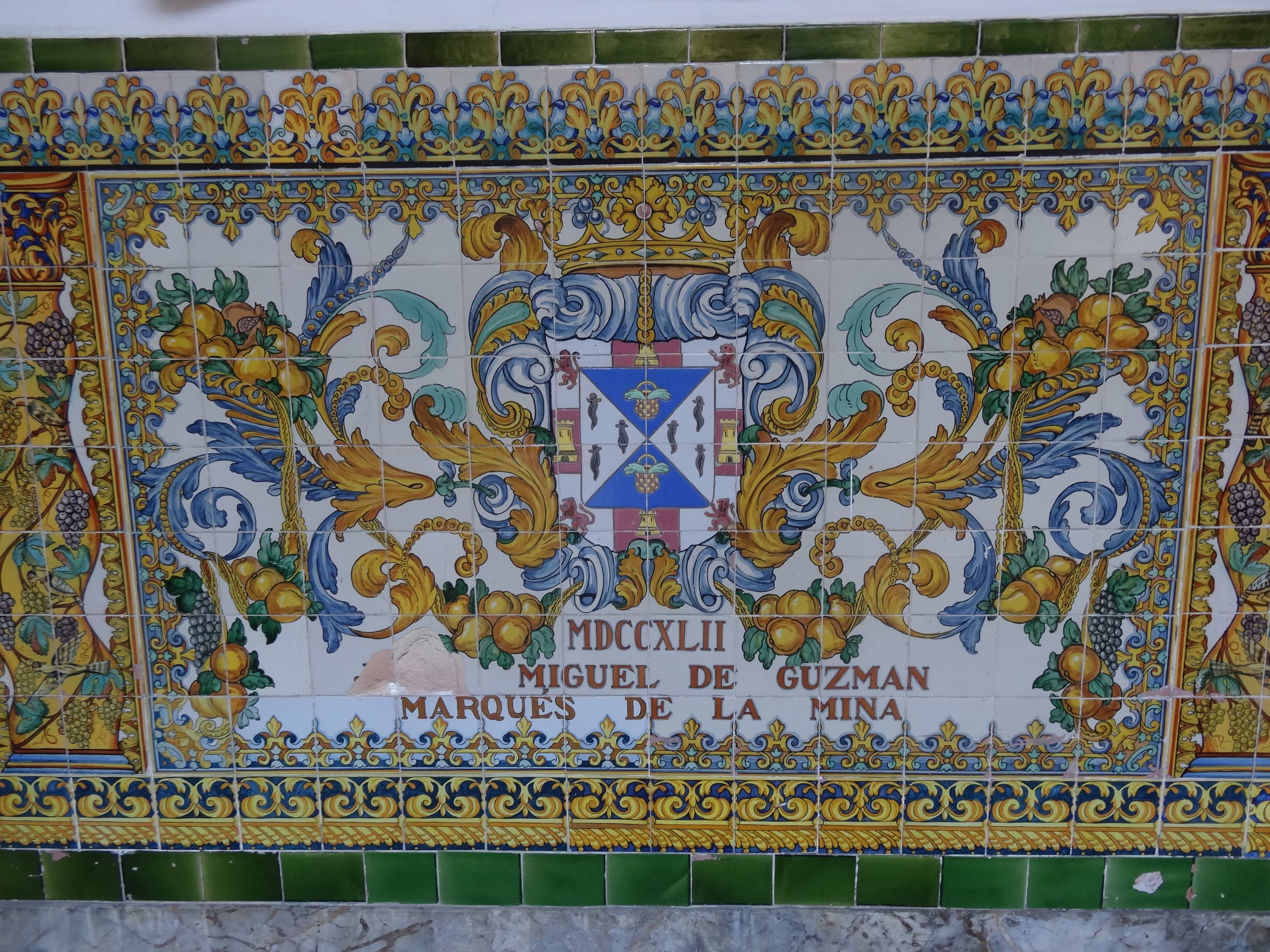
Stemma realizzato in ceramica del Marchese de la Mina.

Nacque a Siviglia nel 1690, figlio di Pedro José de Guzmán-Dávalos y Ponce de León, primo marchese di La Mina, e della nobildonna italiana Giovanna Maria de Spínola y Pallavicini, quarta contessa di Pezuela de las Torres. Già insignito del titolo nobiliare di conte di Pezuela de las Torres per eredità materna nel 1701, intraprese la carriera militare, distinguendosi subito nel corso della guerra di successione spagnola dove combatte dalla parte dei Borboni.
Nel 1709 chiese il permesso a re Filippo V di costituire un reggimento di dragoni a proprie spese, conosciuto come Reggimento Pezuela, di cui assunse il comando con il grado di colonnello per circa venti anni. Partecipò alle campagne contro i portoghesi combattendo a Badajoz nel 1710. Dall'Estremadura chiese di essere assegnato con il suo reggimento in Catalogna, finché non ottenne il 17 agosto 1713 di coprire Cinca e successivamente a Campo de Tarragona, Vic, Segarra e Conca de Tremp.
Nel 1714 sposò Francisca Trives Villalpando, figlia di José Pedro Funes de Villalpando y Sanz de Latras, V conte di Atarés, Grande di Spagna, e María Francisca Abarca de Bolea y Bermúdez de Castro, e fu assegnato al Reggimento di Lusitania di guarnigione a Barcellona. Nel 1717 iniziò la sua attività militare al di fuori dalla Spagna. La prima campagna militare in Italia fu in Sicilia e Sardegna, in qualità di colonnello dei dragoni, motivata dalla politica del cardinale Giulio Alberoni che si concluse con l'intervento nella guerra della Quadruplice Alleanza e la caduta del ministro. Nel 1732, insignito del titolo di marchese di Mina, con il grado di feldmaresciallo prese parte alle operazioni militari della spedizione per la conquista di Orano. In qualità di luogotenente generale nel corso della guerra di successione polacca partecipò alla seconda campagna d'Italia contro gli austriaci a seguito della firma de primo patto di famiglia (1733). Nel 1734 comandò l'ala destra dell'esercito spagnolo nel corso della battaglia di Bitonto.
Nel 1736 fu inviato come ambasciatore a Parigi, capitale del Regno di Francia allora retto da re Luigi XV. Nel corso della seconda campagna d'Italia aveva incontrato i francesi, alleati degli spagnoli, e iniziò a diffidare di loro. Propose a Madrid di negoziare un trattato segreto con la Francia e, quando alla fine delle trattative inviò una copia del progetto di trattato franco-austriaco, suggerì al governo spagnolo di non accettarlo.
Al fine di migliorare le relazioni franco-spagnole, divenute negative dopo la conclusione della guerra di successione polacca, egli e il Segretario di Stato agli affari esteri francese Jean-Jacques Amelot de Chaillou (in carica dal 1737 al 1744) si scambiarono varie note diplomatiche per negoziare un trattato difensivo tra Francia e Spagna. Tale approccio era diretto contro l'Inghilterra, poiché era il periodo della guerra dell'orecchio di Jenkins. Le trattative furono poi incanalate verso un trattato commerciale di cui furono redatti diversi progetti che egli inviò a Madrid tra il 1738 e il 1739. Inoltre, continuando la politica matrimoniale dei tempi precedenti, effettuò trattative che portarono al matrimonio tra l'infante Don Felipe e la figlia maggiore del Re di Francia, Luisa Elisabetta, il 26 agosto 1739. Proprio in conseguenza di questo matrimonio, il riavvicinamento tra le due Corone conobbe un altro momento critico e fu considerata la possibilità di effettuare un incontro al confine tra le due famiglie reali, che non ebbe mai luogo.
Le negoziazioni sul trattato commerciale ispano-francese provocato la sua rimozione dall'incarico in quanto egli  lo considerava lesivo degli interessi spagnoli, cosa che espose anni dopo nelle sue Memorias sobre la guerra de Cerdeña y Sicilia en los años 1717 a 1720 y guerra de Lombardía en los de 1734 a 1736. Insignito del titolo di Cavaliere dell'Ordine del Toson d'oro e di quello dell'Ordine dello Spirito Santo dai due monarchi, lasciò Parigi nel 1740.
In seguito fu nominato temporaneamente Capitano generale di Catalogna (1742), carica che non gli impedì di essere nuovamente mandato in Italia nel corso della guerra di successione austriaca al fine di difendere gli interessi spagnoli in favore dell'infante Don Felipe, duca di Parma. Nel 1742 fu nominato comandante supremo delle truppe spagnole in Savoia, in sostituzione del conte di Gages, in quello stesso anno conquistò il castello di Aspremont, catturando l'intera guarnigione e i suoi cinque cannoni, e guadagnandosi la promozione a Capitano generale dell'esercito.
Rimase in Italia sino al 1749, quando rientrò in Spagna e riassunse pienamente l'incarico di Capitano generale di Catalogna stabilendosi definitivamente a Barcellona. A metà strada tra una certa modernità "ensenadista" e uno spirito autoritario di tipo Ancien Régime, il marchese andò, in molti casi, oltre i suoi collaboratori e altri funzionari del Principato, il che causò non pochi conflitti di competenza e denunce dalla Corte Reale a Madrid. Al fine di risolvere il problema dell'alloggio delle truppe e degli ufficiali dell'esercito, che allora avveniva presso abitazioni civili, rese generale una tassa di "alloggio", che spesso veniva evasa, e con il ricavato iniziò a costruire caserme militari. 
In materia di ordine pubblico stabilì severe misure per l'uso delle armi, nonché un attento studio di ogni richiesta di autorizzazione al loro trasporto, rendendo più difficile la concessione dei relativi permessi. Il ferreo controllo da lui esercitato diede i suoi frutti nel corso della rivolta contro Esquilache che non ebbe significative ripercussioni in Catalogna.
Promosse la realizzazione di numerosi lavori pubblici, il più importante fu la costruzione del quartiere di La Barceloneta, iniziata nel 1753 sotto la direzione dell'ingegnere militare Juan Martín Cermeño, al fine per dare rifugio ai pescatori che si erano autonomamente stabiliti nelle vicinanze del Portal del Mar, dopo la parziale distruzione del quartiere La Ribera per costruire la Cittadella militare.
Nel 1757 erano già state costruite duecentoquarantaquattro case, salite a trecentoventinove nel 1759 abitate da millecinquecentosettanta persone. Non gli mancarono le difficoltà, ma trovò prezioso aiuto nel sindaco Contamina, e il fulcro del quartiere divenne la chiesa di San Miguel, inaugurata nell'ottobre del 1755. Anche a Barcellona furono rinforzate le mura difensive, vennero aperte le strade intorno alla città, il porto fu dragato rimuovendo il banco di sabbia che impediva il libero ingresso delle navi in banchina e i suoi edifici riparati. Insistette anche per la sistemazione della città stessa, iniziando con l'installazione di lanterne e proseguendo con la pavimentazione di non poche strade. L'esecuzione dei lavori doveva avvenire con alcune accortezze: si richiedeva un preventivo e una relazione tecnica, spesso redatta da ingegneri militari.
In campo culturale introdusse in città l'opera presso il Teatro de la Santa Cruz, a cui si era affezionato in Italia e a Parigi, tutelando  risolutamente le commedie, e per questo confrontandosi con il Vescovo di Lérida Manuel Macías Pedrejón, che proibì ai suoi diocesani di assistere a spettacoli teatrali. Nel campo dell'educazione, seppur non prestando molta attenzione all'università di Cervera, dimostrò anche un'azione brillante. Nel 1760, alcuni insegnanti di Barcellona redassero un Memoriale a lui destinato per autorizzare il Collegio dei Docenti e le sue ordinanze. Dopo la percettiva relazione dell'Udienza, il capitano generale lo approvò. Queste ordinanze rappresentarono un primo riconoscimento civile della professione di insegnante, che era stata regolata da precedenti ordinanze (1740) concesse dal vescovo, e un passo avanti verso la "secolarizzazione" dell'insegnamento. In questo ambito va sottolineata anche la preoccupazione del Capitano generale di estendere l'istruzione pubblica alle zone rurali.
Tuttavia, in certi momenti, da militare usò il pugno di ferro, come nella repressione della rivolta popolare del 1766, dovuta alle sue misure adottate per prevenire la carenza di grano che provocarono un aumento dei prezzi e le proteste della popolazione, minacciando la popolazione di usare i cannoni di Montjuïc e della Cittadella.
Si spense a Barcellona nel 1767 e fu sepolto nella chiesa di San Miguel del Puerto, in una tomba, realizzata nel 1767 dallo scultore Joan Enrich, posta all'interno della chiesa, che fu distrutta nel 1936.
Rimasto vedovo, il 3 aprile 1733 sposò María Agustina Zapata de Calatayud e Fernández de Híjar, duchessa di Palata, principessa di Massalubrense, marchesa di Cábrega e baronessa di Mozota. Non ebbe figli con nessuno delle due mogli.

## Pubblicazioni
- Máximas para la Guerra sacadas de las obras del Exmo. Sr. Marqués de la Mina, Capitán General de los Exércitos del Rey con un epítome de su vida, Vic, Pedro Morera, 1767.[N 6]
- Memorias sobre la guerra de Cerdeña y Sicilia en los años 1717 a 1720 y guerra de Lombardía en los de 1734 a 1736 ,introduzione e biografia di Antonio Cánovas del Castillo, Est. Tipográfico de Fortanet, Madrid, 1898, 2 volumi.

### Annotazioni
1. ↑  La coppia ebbe anche due figlie, Micaela, che sposò Juan Gaspar de Velasco y Ramírez de Arellano, un capitano di fanteria, e Ana, che sposò José Manuel Cernesio y Perellós, terzo conte di Parcent.
2. ↑  Le Istruzioni da lui ricevute, datate 21 novembre 1736, sono un documento diplomatico molto interessante, ed in sintesi, vengono indicati gli affari diplomatici in cui doveva intervenire il marchese. Si trattava dei preliminari di pace tra Francia e Austria che posero fine alla guerra di successione polacca e di chiarire anche l'atteggiamento francese di intesa con l'Imperatore austriaco sviluppato all'insaputa della Spagna.
3. ↑  In contemporanea si stava negoziando un trattato commerciale.
4. ↑  Per tutto il decennio 1750-1760, il Marchese de la Mina autorizzò che si facessero distribuzioni tra i residenti dei comuni che ne facevano richiesta, per fornire un posto di insegnante.
5. ↑  Figlia di  Ximen Pérez de Calatayud, V conte del Real e di Villamonte, e di Francisca Fernández de Híjar y Navarra.
6. ↑  Introduzione ed edizione crítica a cura di M. Reyes García Hurtado, Madrid, Ministerio de Defensa, 2006.

### Fonti
1. 1 2 3 4 5 6 7 8 9 10 11 12 13 14 15 16 17 18 19 20 21 22 23 24 25 26 27 28 29 30 31 32 33 34 35 36 37 38 39  Real Academia de la Historia.
2. 1 2 3 4 5  Gran Enciclopèdia Catalana.